# اس ماهی طلایی

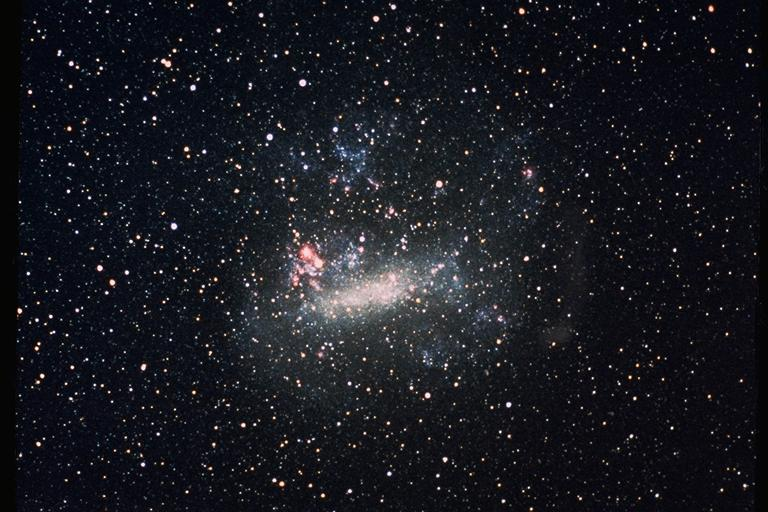
ابر ماژلانی بزرگ، خانهٔ اِس ماهی طلایی، با فاصله ۱۶۰٫۰۰۰ سال نوری از زمین

اِس ماهی طلایی (به انگلیسی: S Doradus) درخشان‌ترین ستاره ابر ماژلانی بزرگ، کهکشان اقماری کهکشان راه شیری است و با سیاره زمین و بقیه سامانه خورشیدی حدود ۱۶۹۰۰۰ سال نوری فاصله دارد. این فراغول، با قدر مطلق تابش سنجی حدود ۱/۱۰-، و قدر مطلق حدود ۹/۹-، یکی از درخشان‌ترین ستاره‌های شناخته شده‌است. قدر مطلق این ستاره فراغول، گاهی از ۱۰- هم کم تر می‌شود، امّا قدر ظاهری این ستاره در میان ۵/۱۱ و ۶/۸ متغیّر است و در واقع خیلی بیش تر از آن است که قابل دیدن با چشم برهنه باشد. اِس ماهی طلایی با وجود دارا بودن جرم در حدود ۴۵ جرم خورشیدی، باز هم نسبت به انسان‌ها دارای عمر ستارگانی طولانی است. این ستاره مانند متغیرهای آبی درخشان دیگر همچون پی ماکیان و اِی جی شاه تخته گاه دستخوش انفجارهایی می‌شود که موجب تغییرات کندی در درخشش آن در زمان‌های بعد می‌شوند.